# Богданица
Богданица је насеље у Србији у општини Горњи Милановац у Моравичком округу, на реци Каменици и падинама планине Маљен. Према попису из 2022. било је 114 становника.
Удаљено је 47 км од Горњег Милановца. Налази се на старом путу за Пожегу, на надморској висини од 270 до 780 м и на површини од 2.755 ха.
Овде се налазе Стари надгробни споменици у Богданици (општина Горњи Милановац), Крајпуташ Војину Петковићу у Богданици, Надгробни споменик Алемпију Кнежевићу (†1855) у Богданици, Крајпуташ Јанку Павловићу из Богданице и Крајпуташи Милинковићима на Тометином пољу.

## Историја
Село Богданица први пут се помиње у турском попису 1525. године и тада је имало 8 домова. По предању, име је добило по жени која се звала Богданка.
Становништво се пред најездом Турака масовно иселило. Атар села населили су нови становници у 18. веку. Они су дошли из Старог Влаха и Дробњака у Црној Гори.
У пописима село је 1910. године имало 641 становника, 1921. године 780, а 2002. године тај број је спао на 322.
Богданица је имала општину и школу у селу Каменици. Припадало је црквеној парохији цркве Светог Илије, такође у селу Каменици. Сеоска слава је Мали Спасовдан.
У ратовима у периоду од 1912. до 1918. године село је дало 48 ратника. Погинуло их је 35 а 13 је преживело.

## Демографија
У насељу Богданица живи 258 пунолетних становника, а просечна старост становништва износи 43,4 година (42,6 код мушкараца и 44,5 код жена). У насељу има 104 домаћинства, а просечан број чланова по домаћинству је 3,00.
Ово насеље је великим делом насељено Србима (према попису из 2002. године), а у последња три пописа, примећен је пад у броју становника.
|  |

| Демографија | Демографија | Демографија |
| Година      | Становника  | Становника  |
| ----------- | ----------- | ----------- |
| 1948.       | 775         |             |
| 1953.       | 675         |             |
| 1961.       | 627         |             |
| 1971.       | 546         |             |
| 1981.       | 459         |             |
| 1991.       | 372         | 369         |
| 2002.       | 312         | 321         |
| 2011.       | 249         |             |

| Етнички састав према попису из 2002.‍ | Етнички састав према попису из 2002.‍ | Етнички састав према попису из 2002.‍ | Етнички састав према попису из 2002.‍ | Етнички састав према попису из 2002.‍ |
| ------------------------------------ | ------------------------------------ | ------------------------------------ | ------------------------------------ | ------------------------------------ |
|                                      |                                      |                                      |                                      |                                      |
| Срби                                 | Срби                                 |                                      | 311                                  | 99,67%                               |
| Црногорци                            | Црногорци                            |                                      | 1                                    | 0,32%                                |
| непознато                            | непознато                            |                                      | 0                                    | 0,0%                                 |

| Година пописа     | 1948. | 1953. | 1961. | 1971. | 1981. | 1991. | 2002. |
| ----------------- | ----- | ----- | ----- | ----- | ----- | ----- | ----- |
| Број домаћинстава | 150   | 127   | 129   | 133   | 124   | 112   | 104   |

| Број чланова      | 1  | 2  | 3  | 4  | 5  | 6  | 7 | 8 | 9 | 10 и више | Просек |
| ----------------- | -- | -- | -- | -- | -- | -- | - | - | - | --------- | ------ |
| Број домаћинстава | 33 | 20 | 12 | 11 | 14 | 10 | 3 | 1 | 0 | 0         | 3,00   |

| Пол    | Укупно | Неожењен/Неудата | Ожењен/Удата | Удовац/Удовица | Разведен/Разведена | Непознато |
| ------ | ------ | ---------------- | ------------ | -------------- | ------------------ | --------- |
| Мушки  | 143    | 43               | 84           | 13             | 3                  | 0         |
| Женски | 125    | 9                | 81           | 35             | 0                  | 0         |
| УКУПНО | 268    | 52               | 165          | 48             | 3                  | 0         |

| Пол    | Укупно                    | Пољопривреда, лов и шумарство | Рибарство                            | Вађење руде и камена | Прерађивачка индустрија       |
| ------ | ------------------------- | ----------------------------- | ------------------------------------ | -------------------- | ----------------------------- |
| Мушки  | 96                        | 73                            | 0                                    | 1                    | 13                            |
| Женски | 55                        | 41                            | 0                                    | 0                    | 8                             |
| УКУПНО | 151                       | 114                           | 0                                    | 1                    | 21                            |
| Пол    | Производња и снабдевање   | Грађевинарство                | Трговина                             | Хотели и ресторани   | Саобраћај, складиштење и везе |
| Мушки  | 0                         | 2                             | 0                                    | 0                    | 2                             |
| Женски | 0                         | 0                             | 1                                    | 2                    | 0                             |
| УКУПНО | 0                         | 2                             | 1                                    | 2                    | 2                             |
| Пол    | Финансијско посредовање   | Некретнине                    | Државна управа и одбрана             | Образовање           | Здравствени и социјални рад   |
| Мушки  | 0                         | 0                             | 0                                    | 2                    | 0                             |
| Женски | 0                         | 0                             | 0                                    | 1                    | 0                             |
| УКУПНО | 0                         | 0                             | 0                                    | 3                    | 0                             |
| Пол    | Остале услужне активности | Приватна домаћинства          | Екстериторијалне организације и тела | Непознато            | Непознато                     |
| Мушки  | 2                         | 0                             | 0                                    | 1                    | 1                             |
| Женски | 1                         | 0                             | 0                                    | 1                    | 1                             |
| УКУПНО | 3                         | 0                             | 0                                    | 2                    | 2                             |

## Галерија
- Река Каменица
- Ветеринарска амбуланта
- Продавница у селу
- Бивша пољопривредна задруга
- Река Каменица
- Река Каменица
- Река Каменица